# Las Crupiás
Crupies és un municipi francès situat al departament de la Droma i a la regió d'Alvèrnia-Roine-Alps. L'any 2007 tenia 93 habitants.

## Demografia

### Població
El 2007 la població de fet de Crupies era de 93 persones. Hi havia 40 famílies de les quals 16 eren unipersonals (12 homes vivint sols i 4 dones vivint soles), 12 parelles sense fills i 12 parelles amb fills.
La població ha evolucionat segons el següent gràfic:
Habitants censats

### Habitatges
El 2007 hi havia 73 habitatges, 43 eren l'habitatge principal de la família, 28 eren segones residències i 2 estaven desocupats. 64 eren cases i 8 eren apartaments. Dels 43 habitatges principals, 31 estaven ocupats pels seus propietaris, 8 estaven llogats i ocupats pels llogaters i 4 estaven cedits a títol gratuït; 4 tenien dues cambres, 7 en tenien tres, 8 en tenien quatre i 24 en tenien cinc o més. 28 habitatges disposaven pel capbaix d'una plaça de pàrquing. A 17 habitatges hi havia un automòbil i a 21 n'hi havia dos o més.

### Piràmide de població
La piràmide de població per edats i sexe el 2009 era:
| Homes | Edats   | Dones |
| ----- | ------- | ----- |
| 0     | 95 o +  | 0     |
| 0     | 90 a 94 | 0     |
| 0     | 85 a 89 | 0     |
| 0     | 80 a 84 | 0     |
| 4     | 75 a 79 | 0     |
| 0     | 70 a 74 | 8     |
| 4     | 65 a 69 | 4     |
| 4     | 60 a 64 | 4     |
| 0     | 55 a 59 | 0     |
| 4     | 50 a 54 | 0     |
| 4     | 45 a 49 | 4     |
| 4     | 40 a 44 | 0     |
| 0     | 35 a 39 | 4     |
| 4     | 30 a 34 | 0     |
| 8     | 25 a 29 | 4     |
| 0     | 20 a 24 | 4     |
| 0     | 15 a 19 | 0     |
| 0     | 10 a 14 | 0     |
| 4     | 5 a 9   | 0     |
| 8     | 0 a 4   | 8     |

## Economia
El 2007 la població en edat de treballar era de 55 persones, 39 eren actives i 16 eren inactives. De les 39 persones actives 36 estaven ocupades (17 homes i 19 dones) i 3 estaven aturades (3 homes). De les 16 persones inactives 7 estaven jubilades, 2 estaven estudiant i 7 estaven classificades com a «altres inactius».
Activitats econòmiques
Dels 8 establiments que hi havia el 2007, 1 era d'una empresa de construcció, 2 d'empreses d'hostatgeria i restauració, 3 d'empreses de serveis i 2 d'empreses classificades com a «altres activitats de serveis».
L'únic servei als particulars que hi havia el 2009 era un paleta.
L'any 2000 a Crupies hi havia 12 explotacions agrícoles que ocupaven un total de 546 hectàrees.

## Poblacions més properes
El següent diagrama mostra les poblacions més properes.